# Magyarország a 2011. évi nyári universiadén
Magyarország a kínai Sencsenban megrendezett 2011. évi nyári universiade egyik részt vevő nemzete volt.
Az egyetemi és főiskolai sportolók világméretű seregszemléjén tizenhat sportágban 103 magyar sportoló vett részt. A férfi kosárlabda-válogatott 20 évnyi szünet után tért vissza az Universiadéra.

## Érmesek
| Érem  | Versenyző                                  | Versenyszám   | Versenyszám       | Dátum         |
| ----- | ------------------------------------------ | ------------- | ----------------- | ------------- |
| Arany | Cseh László                                | úszás         | 200 m pillangó    | augusztus 14. |
| Arany | Szényi Péter                               | vívás         | párbajtőr         | augusztus 14. |
| Arany | Cseh László                                | úszás         | 200 m vegyes      | augusztus 17. |
| Arany | Deák Nagy Marcell                          | atlétika      | 400 m síkfutás    | augusztus 18. |
| Arany | Cseh László                                | úszás         | 400 m vegyes      | augusztus 18. |
| Arany | Nagy Péter                                 | súlyemelés    | +105 kg           | augusztus 18. |
| Ezüst | Orbán Éva                                  | atlétika      | kalapácsvetés     | augusztus 19. |
| Bronz | Szényi Péter Budai Dániel Hanczvikkel Márk | vívás         | párbajtőr csapat  | augusztus 17. |
| Bronz | Kotsis Edina                               | taekwondo     | 62 kg             | augusztus 22. |
| Bronz | Tóth Balázs                                | taekwondo     | +87 kg            | augusztus 22. |
| Bronz | Veres Kata                                 | sportlövészet | kisöbű sportpuska | augusztus 22. |

## A magyar résztvevők listája

### Aerobik
| Tyeklár Ramon |

| Hosnyánszki Anita  |
| Kőrösi Kitti       |
| Osztafin Anna      |
| Refi Eszter Margit |
| Szilvás Angéla     |

### Asztalitenisz
| Kriston Dániel  |
| Majer Tibor     |
| Schaffer Dániel |
| Zombori Dávid   |

### Atlétika
| Baji Balázs       |
| Bánhidi Bence     |
| Deák Nagy Marcell |
| Minczér Albert    |
| Savanyú Péter     |

| Farkas Györgyi |
| Kaptur Éva     |
| Márton Anita   |
| Orbán Éva      |
| Ozorai Jenny   |

### Cselgáncs
| Farkas Bálint    |
| Gorjanácz Zsolt  |
| Horváth Ervin    |
| Krizsán Szabolcs |
| Madarász Tamás   |
| Urbán Gergő      |

| Erdélyi Lilla |

### Íjászat
| Szedlár János |

### Kosárlabda
| Helmeczi András        |
| Kinter György Ferenc   |
| Kovács Ákos            |
| Kovács Péter           |
| Mohácsi Máté János     |
| Morgen Ferdinánd Márk  |
| Somogyi Gergely István |
| Supola Zoltán          |
| Szabó Péter            |
| Tóth Ádám              |
| Ugaros Máté            |
| Vass Viktor            |

### Ritmikus sportgimnasztika
| Erős Brigitta  |
| Hercsel Flóra  |
| Huszár Barbara |
| Kocsis Eszter  |
| Sipos Nóra     |
| Vass Dóra      |

### Sportlövészet
| Biatovszki Máté     |
| Hári Péter Antal    |
| Somogyi Péter       |
| Szollár András      |
| Tamás Antal Balázs  |
| Varga András Viktor |
| Veres Ádám László   |

| Babicz Sára       |
| Keresztes Adrienn |
| Mónus Ágnes       |
| Veres Kata        |

### Súlyemelés
| Baranyai János |
| Nagy Péter     |

| Magát Krisztina |

### Szertorna
| Hídvégi Vid      |
| Nagy Zoltán      |
| Vecsernyés Dávid |
| Vlacsil Attila   |

| Nagy Orsolya |

### Taekwondo
| Tóth Balázs |

| Balog Dóra   |
| Kotsis Edina |

### Tenisz
| Borsos Olivér István |
| Imre László          |

### Úszás
| Cseh László     |
| Financsek Gábor |
| Kovács Norbert  |

| Balogh Vanessza |
| Kádas Vivien    |
| Nagy Diána      |
| Povázsay Eszter |
| Szekeres Dorina |

### Vitorlázás
| Cholnoky Sára |

### Vívás
| Budai Dániel       |
| Gáll Csaba Norbert |
| Gémesi Csanád      |
| Hamar Balázs Pál   |
| Hanczvikkel Márk   |
| Steiner Dániel     |
| Szabados Kristóf   |
| Széki Bence        |
| Szényi Péter       |

| Budai Dorina   |
| Horváth Andrea |

### Vízilabda
| Kovács Péter        |
| Angyal Dániel       |
| Baksa László        |
| Bátori Bence        |
| Bundschuh Erik      |
| Fülöp Bence         |
| Jansik Dávid        |
| Keresztes István    |
| Korényi Balázs      |
| Lévai Márton        |
| Szentesi Ádám       |
| Török Béla          |
| Vámos Márton György |